# S-processen

S-processen från Ag till Sb. Röd linje är neutroninfångning och Blå pil är betasönderfall.

S-processen eller slow process (engelska: långsam process), är en neutroninfångande elementsyntes som äger rum i tunga stjärnor som nått den asymptotiska jättegrenen. S-processen har genom transmutation skapat hälften av alla grundämnen tyngre än järn såsom strontium, barium och bly, och föreslogs 1956 av Hans Suess och Harold Urey.

## Elementsyntes i tunga stjärnor
I tunga stjärnor skapas tunga grundämnen genom att lätta atomkärnor slås samman till större genom fusion. I stjärnor på den asymptotiska jättegrenen, så som röda jättar, sker heliumfusion i trippel-alfa-processen och dess fortsättning – alfaprocessen. När isotoper av kol och syre fusionerar med en heliumkärna så frigörs en neutron. Neutronen kolliderar sedan med andra tyngre atomkärnor och fusionerar till ett tyngre grundämne. Neutroner är inte elektriskt laddade och kan ta sig igenom Coulombbarriären och skapa grundämnen tyngre än järn.
Vanliga reaktioner i en stjärna i jättestadiet.
13C + 4He → 16O + n

22Ne + 4He → 25Mg + n

Om neutronen smälter samman med en atomkärna som bildar en stabil atomkärna så kan den växa och bli större vid en ny neutronkollision. Ibland bildas instabila atomkärnor som sönderfaller och avger en betapartikel (elektron). En av atomkärnans neutroner kommer när detta sker att omvandlas till proton, och atomkärnan flyttar sig ett hack i periodiska systemet (från till exempel Cd-115 till In-115). S-processen kan skapa nya ämnen till dess atomkärnan blir så stor att den sönderfaller och avger en alfapartikel (heliumkärna). Gränsen går vid ca 210 nukleoner. Tyngre ämnen än bly skapas av r-processen när stjärnan exploderar i en supernovaexplosion.   